# Arón Sánchez
José Arón Sánchez Flores (ur. 4 maja 2003 w Limie) – peruwiański piłkarz występujący na pozycji środkowego obrońcy, od 2025 roku zawodnik ADC Juan Pablo II College.